# Heterozetes minnesotensis
Heterozetes minnesotensis är en kvalsterart som först beskrevs av Ewing 1913.  Heterozetes minnesotensis ingår i släktet Heterozetes och familjen Heterozetidae. Inga underarter finns listade i Catalogue of Life.